# Mussurana quimi
Mussurana quimi là một loài rắn trong họ Rắn nước. Loài này được Franco, Marques & Puorto miêu tả khoa học đầu tiên năm 1997.